# کلوکی (استان ووتسکی)
کلوکی (به لهستانی:  Kluki) یک روستا در لهستان است که در گمینا کلوکی واقع شده‌است. کلوکی  ۷۵۰ نفر جمعیت دارد.